# Charles-Amédée-Philippe van Loo
Charles-Amédée-Philippe van Loo (25 de agosto de 1719 – 15 de noviembre de 1795) fue un pintor francés de retratos y alegorías.
Su padre, el pintor Jean-Baptiste van Loo, lo educó en Turín y Roma, donde en 1738 ganó el Premio de Roma, en Aix-en-Provence, antes de regresar a París en 1745. Fue invitado a unirse a la Real Academia de Pintura y Escultura de París en 1747, ese mismo año se casó con su prima Marie-Marguerite Lebrun, hija del pintor Michel Lebrun (muerto en 1753).
Sus hermanos fueron los pintores François van Loo (1708–1732) y Louis-Michel van Loo (1707–1771).